# Caserne Coislin

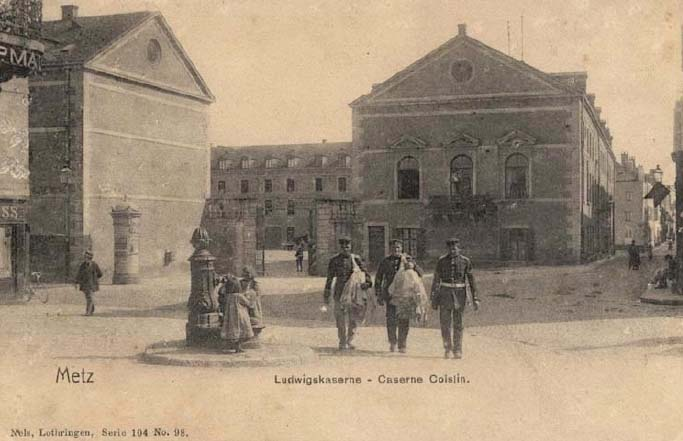
Caserne Coislin, um 1900 als König Ludwigs-Kaserne in Metz.

Die Caserne Coislin (1871 bis 1918 während der Zugehörigkeit Lothringens zum Deutschen Reich auch König Ludwigs-Kaserne) war eine Kaserne in Metz, die sowohl mit Infanterie als auch mit Kavallerie belegt war. Erbaut wurde sie im 18. Jahrhundert aus Steinquadern (pierre de taille) auf dem Champ à Seille.

## Historisches
König Ludwig XIV. erkannte die strategische Wichtigkeit der damals kleinen Stadt Metz und beauftragte seinen Festungsbaumeister Vauban, die Möglichkeit zum Bau einer Festung zu prüfen. Vaubans Besuch im Jahre 1675 veranlasste ihn zu folgendem Ausspruch: 

„Les autres places du royaume couvrent la province, Metz couvre l’État.“

   ("Die anderen Plätze des Königreichs schützen die Provinz - Metz schützt den Staat").
Mit der Ausführung seiner Pläne wurde 1676 begonnen, die von seinem Schüler  Louis de Cormontaigne, Maréchal de camp und Direktor der Festungen, zwischen 1728 und 1749 vollendet wurden. Um die Festung Metz mit Truppen belegen zu können, war der Bau von Kasernen unumgänglich geworden. Der Bischof von Metz Henri-Charles de Coislin beschloss daraufhin, zwei Kasernen errichten zu lassen, um die Beschwerlichkeiten der Bürger von Metz zu mildern, die durch die Einquartierungen von Saldaten in Privathäusern entstanden waren.

## Bau und Lage
Die Caserne Coislin wurde in den Jahren zwischen 1726 und 1730 auf dem Champ à Seille erbaut. Monsignore Cambout du Coislin gab für das Projekt die damals astronomische Summe von 240.000  livres aus. Zu dieser Zeit war die Kaserne für Infanterie und Kavallerie bestimmt und konnte 2.000 Mann aufnehmen. In den vier Flügeln der Anlage waren auch die Offiziersunterkünfte integriert, was zur damaligen Zeit keinesfalls eine Selbstverständlichkeit war.
Das ehemalige Kasernengelände liegt zwischen der Rue Saint Henry und der Rue Royale im Westen, der Rue de l’Abreuvoir im Norden, der Rue Haute Seille im Osten und der Rue Cambout im Süden. Auf dem Gelände befinden sich neben dem Place Coislin noch einige Geschäftsgebäude und Parkhäuser.

## Nutzung
Die Kaserne wurde bis in das 20. Jahrhundert militärisch genutzt. Nachdem Elsaß-Lothringen und damit Metz 1871 deutsch geworden waren, wurde die Kaserne mit dem 4. Magdeburgischen Infanterie-Regiment Nr. 67 belegt und erhielt den Namen König Ludwigs-Kaserne. Nach dem Ersten Weltkrieg fiel sie an die französische Armee zurück und erhielt wieder ihren ursprünglichen Namen. Im Jahre 1930 wurden die Gebäude abgebrochen, an dieser Stelle befindet sich heute der Place Coislin.